# Immer wieder sonntags (Lied)
Immer wieder sonntags ist ein Lied des deutschen Schlagersänger-Paares Cindy & Bert aus dem Jahr 1973. Es war zugleich der erste Top-10-Hit des Duos in den deutschen Singlecharts und das Lied mit der höchsten Platzierung für Cindy & Bert in den Charts. Geschrieben wurde es von dem niederländischen Musiker Dries Holten und dem deutschen Produzenten Kurt Feltz unter dem Pseudonym Jonny Halvey. Es wurde von Cindy & Bert im selben Jahr auch in der englischen Version Every Day Is Sunday veröffentlicht sowie von anderen Musikern in weitere Sprachen übersetzt sowie mehrfach gecovert.

## Text und Musik

Etikett der Single Immer wieder sonntags

Immer wieder sonntags ist ein Schlager im 4⁄4-Takt, der in seiner ursprünglichen Fassung in deutscher Sprache verfasst ist. Das Lied ist aus zwei Strophen aufgebaut, die durch einen zweiteiligen Refrain unterbrochen sind, der nach der zweiten Strophe erneut gesungen wird. Der Refrain besteht aus der mehrfachen Wiederholung der Zeilen „Immer wieder sonntags kommt die Erinnerung“, gefolgt von einer von einem Chor gesungenen Zeile „Dibbedibbedibbdibb dib“ sowie einigen weiteren Liedzeilen.
Die musikalische Begleitung ist an den griechischen Stil angepasst und besteht aus einer akustischen Gitarre, griechischen Schalenhalslauten sowie einem Chor, der sowohl nach den einzelnen Zeilen wie auch im Refrain zum Teil mit sogenannten Unsinnssilben einsetzt. Zudem wird ein gleichmäßiger Takt durch einen Schlagzeugsound vorgegeben.
Der Text beschreibt die Erinnerungen eines Paares an einen Urlaub in Griechenland. Er beginnt mit der Beschreibung der Abende im Urlaub:

„Jeden Sonntag kamen sie herüber – aha

Uns’re Musikanten aus Athen“

Das Paar erinnert sich daran „immer wieder sonntags“, dabei hören sie „die Bouzukis spielen, grade so wie in der Sonntagnacht, als das Glück uns zwei nach Haus gebracht.“
Nach Aussagen von Cindy Berger war es ein seichtes Lied ohne Hintergrund, wobei die Geschichte selbst keine eigenen Erinnerungen beschrieb und von den Textern erfunden worden war.

## Veröffentlichung und Resonanz

### Hintergrund und Veröffentlichung
Die Musik und der Text zu Immer wieder sonntags wurden von dem niederländischen Komponisten Dries Holten und dem deutschen Texter und Produzenten Kurt Feltz geschrieben, wobei Letzterer das Pseudonym Jonny Halvey nutzte. Cindy & Bert hatten bis dahin vor allem Balladen gesungen und wollten das Angebot, dieses Schlager-Lied zu singen, zunächst ablehnen. Feltz überredete das Paar jedoch, es trotz ihrer Bedenken aufzunehmen, und die Single erschien im Februar 1973. Sie wurde von den Plattenfirmen BASF und Cornet mit dem Lied Souvenirs einer Liebe auf der B-Seite veröffentlicht:
1. Immer wieder sonntags – 3:10
2. Souvenirs einer Liebe – 3:20

Das Lied erschien zudem auf ihrem Album Zwei Menschen und ein Weg, das ebenfalls 1973 veröffentlicht wurde.
Die Aufnahme stieg am 5. Februar des Jahres in die deutschen Singlecharts ein und konnte sich dort bis zum Platz drei hocharbeiten, womit sie zum ersten Top-10-Hit des Duos und zugleich zu ihrem größten Charthit wurde. Insgesamt blieb sie 23 Wochen in den Charts. In Österreich und in der Schweiz kam die Single jeweils am 15. Mai 1973 in die Hitparade. In Österreich stieg sie bis auf Platz 20 und verblieb einen Monat in der Hitparade, in der Schweiz stieg sie bis auf Platz sechs und verweilte elf Wochen in den Charts. Am 17. Februar 1973 wurde das Lied in der ZDF-Hitparade mit Dieter Thomas Heck als Neuvorstellung gespielt und wurde vom Publikum für den März auf Platz drei und für den April auf Platz eins gewählt.
Cindy & Bert hatten in der Folge weitere Charterfolge, vor allem mit den Liedern Spaniens Gitarren, Aber am Abend da spielt der Zigeuner und Wenn die Rosen erblühen in Malaga, konnten jedoch den Erfolg von Immer wieder sonntags kein zweites Mal erreichen. Das Lied wurde aufgrund des Erfolges und der Beliebtheit auf zahlreichen Schlager-Kompilationen veröffentlicht und gilt bis heute als Klassiker der 1970er Jahre.

### Coverversionen
Immer wieder sonntags wurde vereinzelt gecovert und bereits 1973 von Cindy & Bert auch in einer englischsprachigen Version veröffentlicht. Erste Coverversionen erschienen bereits im gleichen Jahr von bekannten Tanzorchestern wie den Orchestern von James Last, Max Greger und Udo Reichel oder auch in einer Version auf der Hammond-Orgel von Klaus Wunderlich. 2008 nahm auch Cindy Berger das Lied noch mal als Solokünstlerin auf. Später kamen einzelne satirische Versionen im Stil der Punkmusik und eine Hip-Hop-Version im Rahmen der für den Grimme-Preis 2012 nominierten Sendung Cover My Song hinzu.
Zu den Bands und Interpreten, die das Lied in einer Coverversion veröffentlichten, gehören u. a.:
- 1973: James Last – Tie A Yellow Ribbon Round The Ole Oak Tree / Immer wieder Sonntags / Mama Loo (Medley)
- 1973: Orchester Udo Reichel & The Hiltonaires – Immer wieder sonntags
- 1973: Klaus Wunderlich – Immer wieder sonntags / S.O.S. / Marina (Medley)
- 1973: Max Greger – Junger Tag / Immer wieder sonntags / Amazing Grace / Blau blüht der Enzian (Medley)
- 1973: Adam und die Micky’s – Immer wieder mittwochs
- 1973: Alice & Rita – Lørdag – otte dage
- 1973: Hannelore – Zaterdag en zondag
- 1974: Orchester Claudius Alzner – Immer wieder sonntags
- 1998: Zuckermund – Immer wieder Sonntags / Die Bouzouki klang / Akropolis adieu (Medley)
- 2007: Maybebop – Immer wieder sonntags
- 2008: Cindy Berger – Immer wieder sonntags
- 2008: Die Zwangsversteigerten Doppelhaushälften – Immer wieder Sonntags (fehlt die Erinnerung)
- 2009: Carike Keuzenkamp – Elke liewe skemer
- 2010: Die Bockwurschtbude – Immer wieder sonntags
- 2011: Der Bürgermeister & Vera Int-Veen – Immer wieder sonntags
- 2011:  Favorite – Immer wieder sonntags
- 2012: Stefan Mross – Immer wieder sonntags

Zudem wurde nach dem Lied die Fernsehsendung Immer wieder sonntags benannt, die seit 1995 mit Pausen bei der ARD gesendet und anfänglich von Max Schautzer und später nacheinander von Sebastian Deyle und von Stefan Mross moderiert wurde.

## Belege
1. 1 2 3  Cindy & Bert – Immer wieder sonntags, Songtext auf songtexte.com; abgerufen am 25. September 2020.
2. 1 2 3  Ein Lied und seine Geschichte: „Immer wieder sonntags“ von Cindy und Bert,  Bayerischer Rundfunk, 15. Juni 2020; abgerufen am 25. September 2020.
3. 1 2  Cindy & Bert – Immer wieder sonntags. offiziellecharts.de, abgerufen am 26. September 2020.
4. 1 2  Cindy & Bert – Immer wieder sonntags. hitparade.at, abgerufen am 26. September 2020.
5. 1 2 3  Cindy & Bert – Immer wieder sonntags. hitparade.ch, abgerufen am 26. September 2020.
6. ↑  „Aus dem Leben“: Die Sängerin Cindy Berger (Seite nicht mehr abrufbar, festgestellt im Juli 2025. Suche in Webarchiven)  Info: Der Link wurde automatisch als defekt markiert. Bitte prüfe den Link gemäß Anleitung und entferne dann diesen Hinweis.,  Saarlandwelle SR3, 11. März 2020; abgerufen am 25. September 2020.
7. ↑  Cindy & Bert – Immer wieder sonntags bei Discogs; abgerufen am 25. September 2020.
8. ↑  Cindy & Bert – Zwei Menschen und ein Weg bei Discogs; abgerufen am 25. September 2020.
9. ↑  Cindy & Bert – Immer wieder sonntags, Coverversionen auf cover.info; abgerufen am 25. September 2020.